# 大分県の資格者配置路線
大分県の資格者配置路線（おおいたけんのしかくしゃはいちろせん）とは、交通誘導警備業務に関し、道路又は交通の状況により、大分県公安委員会が道路における危険を防止するため必要と認める路線である。当該路線で交通誘導警備業務を実施するにあたっては、交通誘導警備業務を実施する場所ごとに、交通誘導警備業務1級検定又は2級検定の合格証明書の交付を受けた警備員を1名以上配置しなければならない。

## 告示・施行
- 2006年11月28日：告示
- 2007年6月1日：施行
- 2015年4月1日:大分県公安委員会告示第32号により改正

## 路線一覧
|    | 路線名           | 区間                                             |
| -- | ---------------- | ------------------------------------------------ |
| 1  | 国道10号         | 大分県の全域                                     |
| 2  | 国道57号         | 大分県の全域                                     |
| 3  | 国道197号        | 大分県の全域                                     |
| 4  | 国道210号        | 大分県の全域                                     |
| 5  | 国道212号        | 大分県の全域                                     |
| 6  | 国道213号        | 全域                                             |
| 7  | 国道217号        | 全域                                             |
| 8  | 国道326号        | 大分県の全域                                     |
| 9  | 国道386号        | 大分県の全域                                     |
| 10 | 国道442号        | 大分市（木の上の旧道を除く）及び豊後大野市の全域 |
| 11 | 県道大在大分港線 | 全域                                             |
| 12 | 県道中津高田線   | 全域                                             |
| 13 | 県道別府庄内線   | 流川交差点～堀田交差点                           |
| 14 | 県道中津吉富線   | 大分県の全域                                     |
| 15 | 県道大分挾間線   | 田中三差路～賀来新川交差点及び医大バイパス       |
| 16 | 県道鶴崎大南線   | 全域                                             |